# Ceratina pacis
Ceratina pacis är en biart som beskrevs av Cockerell 1937. Ceratina pacis ingår i släktet märgbin, och familjen långtungebin. Inga underarter finns listade i Catalogue of Life.